# Anse Boileau

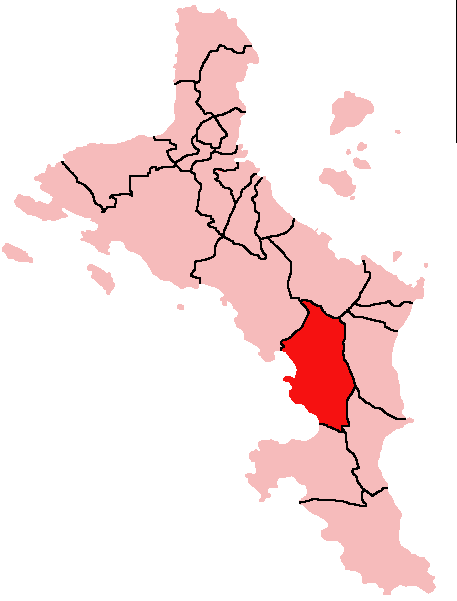
Localització de Anse Boileu a l'illa de Mahé, Seychelles

Anse Boileu és un districte de 4,000 habitants que es troba al sud de l'illa de Mahé, a les Seychelles. Aquest districte reflecteix per si sol la bellesa natural de les Seychelles, ja que està situat al peu d'una muntanya escarpada, alhora que les seves costes ofereixen paisatges paradisíacs. L'activitat econòmica principal és la pesca i el turisme.